# Xini'er Zhen
Xini'er Zhen (kinesiska: 西尼尔镇, 西尼尔) är en köping i Kina. Den ligger i den autonoma regionen Xinjiang, i den nordvästra delen av landet, omkring 270 kilometer sydväst om regionhuvudstaden Ürümqi.
Genomsnittlig årsnederbörd är 110 millimeter. Den regnigaste månaden är juni, med i genomsnitt 40 mm nederbörd, och den torraste är mars, med 2 mm nederbörd.